# Estação Anhumas

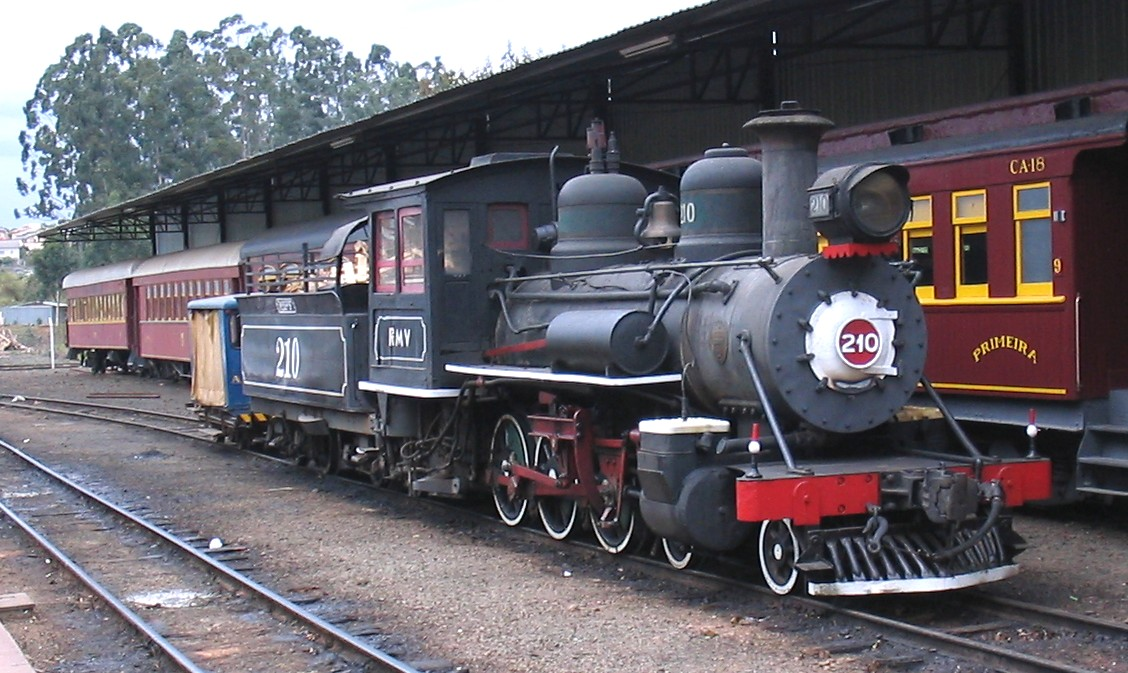
Locomotiva a vapor na Estação Anhumas

A Estação Anhumas é uma estação de trem no município de Campinas, mantida pela Associação Brasileira de Preservação Ferroviária, ponto inicial de uma linha turística com locomotivas a vapor que vai até Jaguariúna. A estação possui esse nome em função da proximidade do Ribeirão Anhumas, que por sua vez recebeu esse nome por ser sido no passado o pouso invernal das anhumas, uma espécie de ave pantaneira.. 

## História
A estação existente hoje substituiu outra, construída em 1872 e usada até 1926, quando a linha férrea foi retificada. A data da demolição é desconhecida; entretanto, o lugar onde ficava a estação original pode ser visto, a aproximadamente 200m a oeste da atual. A estação já havia sido fechada quando houve o fim do tráfego na linha, em 1977. Depois de alguns anos de abandono, a ABPF assumiu o prédio em 1981, tornando-o sua sede e o centro de operação da linha turística, frequentemente usada em filmagens de época que mostrem as marias-fumaça.